# サトル・サトウ
サトル・サトウ（佐藤 達〈さとう さとる〉、1945年11月14日 - ）は、フランスを拠点に活動する画家、造形作家。宮城県登米市出身。宮城県佐沼高等学校卒。フランス・パリ在住。
1969年、パリでデビュー。1979年、｢鉛直主義｣を世界に向けて宣言し国際的抽象画家となったサトルは、幾何学構成的絵画から立体作品、環境造形作家として、パリを拠点に多くの制作、発表を各国で行っている。

## 略歴
- 1945年 - 宮城県登米郡石森町（いしのもりちょう、現登米市中田町石森[1]）に生まれる。宮城県佐沼高等学校卒業。
- 1969年 - 東洋美術学校卒業、その年、パリ国立美術学校に留学、1974年迄学ぶ。
- 1970年 - エジプト旅行、ピラミッドに出会い、構成、構造、幾何学の原点に触れ、衝撃を受ける。
- 1972年 - パリで初めての企画個展、パリ招待サロン、レアリテー・ヌーベルに出品。
- 1973年 - ミシェル・スフォール、岡本謙次郎と出会い、大きな影響を受ける。この頃より、パリの幾何学構成主義的作家達と交流を持ち、グループ展等に参加し始める。
- 1976年 - パガニー野外彫刻美術館より依頼され、モザイクを制作。イタリア
- 1979年 - パリにて、鉛直主義を唱える。
- 1986-2004年 - パリの現代サロン、グランエジュンヌドージュドウイの運営審査委員に任命される。
- 1988年 - 宮城の五人展に招待出品。宮城県美術館、仙台
- 1989年 - 在仏20年記念展が、有楽町・そごう、仙台・藤崎、銀座・モリス・ギャラリー、新潟の創庫美術館、パリ・ギャラリー・コンベルジャンス等で開始され、作品集が創庫美術館より出版される。
- 1990年 - 御影石による、初めての野外彫刻制作。南方中学校
- 1991年 - 1％制作、ブルガンブレス市立中学校に環境造型アート作品を制作。
- 1991-2007年 - 国立パリ大学第八、造型美術学科講師を勤める。
- 1992年 - みなみかたアート・フェステバルを企画、7人の現代彫刻家・現地制作(登米市南方町)、全国的にテレビ、ラジオ、新聞等で報道される。
- 1994年 - 登米祝祭劇場庭に、御影石による作品を制作。
- 1995年 - 登米市夏川、ポンデザール(芸術橋)橋全体と周りの自然を取り入れた環境造型的作品を制作。
- 1996年 - 仏・クレルモン・フェラン、御影石に寄る環境造型作品制作。700 x 1400 x 4500cm
- 1998年 - エクアドル・キトのメトロポリタン公園にコンクリートで環境造型作品制作。700 x 1500 x 4500cm、エクアドル政府より第一等文化功労賞を受ける。（日本人では野口英世博士はじめ3人目）
- 2000年 - 韓国・山清郡の国際彫刻シンポジュームで大賞を受賞。
朝鮮戦争終結50周年記念国際彫刻シンポジュームにて、釜山広域市南区の名誉区民賞を受賞。
登米市中田町、諏訪公園、2.5ヘクタールの空間環境造型アート作品を完成。
- 2001年 - レバノンで野外造型作品を制作。
- 2003年 - 韓国民族村にて、野外造型作品を制作。
- 2004年 - 台湾、桃園県にて、野外作品を制作。550 x 460 x 2000cm
米国、プエルト・リコ大学本部公園にて野外作品を制作。680 x 1000 x 2200cm
- 2005年 - ベネズエラにて、環境造型作品を制作。
石ノ森章太郎ふるさと記念館隣、安永寺(中田町石森)の為に、”無常の響き”制作。
- 2006年 - アンドラ国、郵政局より、2004年制作の環境造型作品の作品(900 x 600 x 5050cm)の作品が、切手として30万枚発行される。
- 2007年 - 故郷である宮城県登米市中田町にサトル・サトウ・アート・ミュージアムが開館。
- 2008年 - パリ招待サロン、レアリテー・ヌーベル(幾何学構成絵画)の運営審査委員に任命される。

これまで、個展70回、グループ展380回、環境造型作品制作設置は40点を数え、30か国で発表している。

## 美術館コレクション
- パガニー野外近代美術館、レミャーノ（ミラノ郊外）、イタリア
- サントメール市立美術館、フランス
- パリ国立図書館（版画室）、フランス
- パリ現代グラフィック・アート財団、フランス
- マラカイボ市立グラフィック・アート美術館、ヴェネズエラ
- ベルク・シュール・メール市立美術館、フランス
- ダンケルク市立現代美術館、フランス
- サーランド近代ギャラリー美術館、サーブルッケン、ドイツ
- 宮城県美術館、仙台
- プチフォルム美術館、クーバン、ベルギー
- 倉庫現代美術館、新潟
- 台湾省立美術館、台湾
- 国立ヴァングラディッシュ美術館、
- ウルスリン美術館、マコン、フランス
- ハウス・ルデウイグ美術館、サールイ、ドイツ
- ラテンアメリカ現代美術館、ラ・プラタ、アルゼンチン
- マデイ美術館、ブラジル
- カンブレ市立美術館、フランス
- 太陽と緑の中の野外美術館
- サトル・サトウ・アート・ミュージアム、登米市

## 関連人物
- ヤコブ・アガム
- ソル・ルウィット
- 石ノ森章太郎
- 大友克洋